# 土岐頼煕
土岐 頼煕（とき よりおき）は、江戸時代中期の大名。上野国沼田藩の第2代藩主。官位は従五位下・伊予守。沼田藩土岐家5代。詩歌の才に優れ、錦州という号で多くの詩文集を残している。

## 生涯
享保4年（1719年）、初代藩主・土岐頼稔の長男として田中で誕生した。延享元年（1744年）、父の死去により跡を継ぐ。
宝暦2年（1752年）4月に奏者番となるが、宝暦5年（1755年）3月25日、37歳で江戸にて死去し、跡を弟の定経が継いだ。

## 系譜
父母
- 土岐頼稔（父）

正室、継室
- 松平近貞の娘（正室）
- 堀直恒の娘（継室）

養子
- 土岐定経 - 頼稔の五男